# Teoría hebbiana
La teoría Hebbiana describe un mecanismo básico de plasticidad sináptica en el que el valor de una conexión sináptica se incrementa si las neuronas de ambos lados de dicha sinapsis se activan repetidas veces de forma simultánea. Introducida por Donald Hebb, en 1949, es también llamada regla de Hebb, postulado de aprendizaje de Hebb o Teoría de la Asamblea Celular, y afirma lo siguiente:
Supongamos que la persistencia de una actividad repetitiva (o "señal") tiende a inducir cambios celulares duraderos que promueven su estabilidad. ... Cuando el axón de una célula A está lo suficientemente cerca como para excitar a una célula B y repetidamente toma parte en la activación, ocurren procesos de crecimiento o cambios metabólicos en una o ambas células de manera que tanto la eficiencia de la célula A, como la capacidad de excitación de la célula B son aumentadas.
La teoría se resume a menudo como: "las neuronas que se disparan juntas, permanecerán conectadas", aunque esto es una simplificación del sistema nervioso no debe tomarse literalmente, así como no representa con exactitud la declaración original de Hebb sobre cambios de la fuerza de conectividad en las células. La teoría es comúnmente evocada para explicar algunos tipos de aprendizajes asociativos en los que la activación simultánea de las células conduce a un pronunciado aumento de la fuerza sináptica. Este aprendizaje se conoce como aprendizaje de Hebb.

## Los Engramas de Hebb y la teoría de la Asamblea celular
La teoría de Hebb se encarga de cómo se conectan las neuronas formando engramas. Las teorías de Hebb sobre la forma y la función de la asamblea celular se pueden entender de la siguiente manera:
"La idea es antigua, que dos células o sistemas de células que están continuamente activas al mismo tiempo, tenderán a convertirse en 'asociadas', de manera que la actividad de una facilitará la de la otra." (Hebb, 1949, p. 70)
"Cuando una célula ayuda en repetidas ocasiones a que otra se dispare, en el axón de la primera célula se desarrollan botones sinápticos (o se agrandan si ya existen) en contacto con el soma de la segunda célula." (Hebb, 1949, p. 63)
Gordon Allport ha propuesto nuevas ideas sobre la teoría de la Asamblea celular y su papel en la formación de los engramas, en el sentido del concepto de auto-asociación, que se describe como sigue:
"Si las entradas a un sistema producen el mismo patrón de actividad repetidamente, el conjunto de elementos activos que constituyen ese modelo llegarán a tener una interasociación más fuerte. Es decir, cada elemento tenderá a activar a otros elementos y (con pesos negativos) a inactivar a los elementos que no formen parte del patrón. En otras palabras, el patrón en su conjunto se convertirá en 'auto-asociado'. Se puede decir que un aprendizaje (auto-asociado) es un patrón de engrama." (Hebb, 1949, p. 44)
La teoría hebbiana ha sido la base principal de la visión convencional de que los engramas son redes neuronales cuando se analizan desde un nivel holístico.
Los trabajos de laboratorio de Eric Kandel han aportado pruebas de la participación de mecanismos de aprendizaje hebbiano en las sinapsis del gasterópodo marino Aplysia californica 
Los experimentos sobre los mecanismos hebbianos de modificación en las sinapsis del sistema nervioso central de vertebrados son mucho más difíciles de controlar que los experimentos con las sinapsis del relativamente simple sistema nervioso periférico estudiadas en invertebrados marinos. Gran parte del trabajo sobre cambios sinápticos de larga duración en neuronas de vertebrados (como la potenciación a largo plazo) implican el uso de estimulación experimental no fisiológica de células cerebrales. Sin embargo, algunos de los mecanismos fisiológicamente relevantes de modificación sináptica que se han estudiado en cerebros de vertebrados parecen ser ejemplos de procesos hebbianos. Un estudio resultado de estos experimentos indica que los cambios a largo plazo en la fuerza de las sinapsis pueden ser inducidos por actividad sináptica fisiológicamente relevante que trabaja tanto a través de mecanismos hebbianos como no hebbianos.

## Principios
Desde el punto de vista de las neuronas artificiales y redes neuronales artificiales, el principio de Hebb se puede describir como un método de determinar la forma de modificar los pesos entre modelos de neuronas. El peso entre dos neuronas se incrementa si las dos neuronas se activan simultáneamente y se reduce si se activan por separado. Los nodos que tienden a ser positivos o negativos al mismo tiempo tienen fuertes pesos positivos, mientras que aquellos que tienden a ser contrarios tienen fuertes pesos negativos.
Este original principio es quizás la forma más simple de selección de pesos. Si bien esto significa que puede ser relativamente fácil de codificar en un programa informático y se utilice para actualizar los pesos correspondientes de una red de neuronas, también limita el número de aplicaciones de aprendizaje hebbiano. Hoy en día, el término aprendizaje hebbiano por lo general se refiere a algún tipo de abstracción matemática del principio original propuesto por Hebb. En este sentido, el aprendizaje hebbiano implica que los pesos sean ajustados de manera que cada uno de ellos represente la mejor relación posible entre los nodos. Como tal, muchos métodos de aprendizaje de la naturaleza pueden ser consideradas como hebbianos.
La siguiente es una formulación matemática del aprendizaje hebbiano: (nótese que muchas otras descripciones son posibles)
{\displaystyle \,w_{ij}=x_{i}x_{j}}
donde  {\displaystyle w_{ij}} es el peso de la conexión de la neurona {\displaystyle j} a la neurona {\displaystyle i} y {\displaystyle x_{i}} el valor de entrada para la neurona {\displaystyle i}. Hay que tener en cuenta que este es el modelo de aprendizaje (pesos actualizados después de cada ejemplo de entrenamiento). En una Red de Hopfield las conexiones {\displaystyle w_{ij}} se ponen a cero si {\displaystyle i=j} (no se permiten conexiones reflexivas). Con neuronas binarias (valores de activación de 0 o 1) las conexiones se establecen a 1 si las neuronas conectadas tienen el mismo patrón de activación.
Otra formulación matemática es:
{\displaystyle w_{ij}={\frac {1}{n}}\sum _{k=1}^{p}x_{i}^{k}x_{j}^{k}\,} ,
donde {\displaystyle w_{ij}} es el peso de la conexión de la neurona {\displaystyle j} a la neurona {\displaystyle i}, {\displaystyle n} es la dimensión del vector de entrada, {\displaystyle p} el número de patrones de aprendizaje, y {\displaystyle x_{i}^{k}} la entrada número {\displaystyle k} para la neurona {\displaystyle i}. Es un aprendizaje por épocas (los pesos se actualizan después de que todos los ejemplos de formación se han presentado). De nuevo en las redes Hopfield las conexiones {\displaystyle w_{ij}} se ponen a cero si {\displaystyle i=j} (conexiones no reflexivas).
Una variación del aprendizaje hebbiano que toma en cuenta fenómenos como el bloqueo de los nervios y de muchos otros fenómenos de aprendizaje es el modelo matemático de Harry Klopf. El modelo de Klopf reproduce gran cantidad de fenómenos biológicos, y también es fácil de aplicar.

## Generalización y estabilidad
La regla de Hebb se generaliza frecuentemente como:
{\displaystyle \,\Delta w_{i}=\eta x_{i}y},
o el cambio en el peso {\displaystyle w_{i}} de la sinapsis número {\displaystyle i} es igual a la tasa de aprendizaje {\displaystyle \eta } por la entrada número {\displaystyle i} {\displaystyle x_{i}} por la respuesta postsináptica {\displaystyle y}. A menudo se cita el caso de una neurona lineal,
{\displaystyle \,y=\sum _{j}w_{j}x_{j}},
la simplificación de la sección anterior tiene en cuenta que tanto la tasa de aprendizaje como los pesos de entrada sean 1. Esta versión de la regla es claramente inestable, como en cualquier red con una señal dominante los pesos aumentarán o disminuirán exponencialmente. Sin embargo, se puede ver que para cualquier modelo de neurona, la regla de Hebb es inestable. Por lo que los modelos de redes de neuronas suelen emplear otras teorías de aprendizaje, tales como la teoría BCM, la regla de Oja, o el algoritmo hebbiano generalizado.